# Beat Sutter
Beat Sutter (født 12. december 1962 i Gelterkinden, Schweiz) er en schweizisk tidligere fodboldspiller (angriber).
Sutter spillede 27 kampe og scorede fem mål for det schweiziske landshold, som han debuterede for 7. september 1983 i en venskabskamp mod Tjekkoslovakiet.
På klubplan spillede Sauthier hele sin karriere i hjemlandet, hvor han blandt andet tilbragte fem år hos FC Basel og otte år hos Neuchâtel Xamax. Han vandt to schweiziske mesterskaber med Neuchâtel.

## Titler
Schweizisk mesterskab
- 1987 og 1988 med Neuchâtel Xamax

Schweizisk Super Cup
- 1987, 1988 og 1990 med Neuchâtel Xamax